# St. Georgen (Zabeltitz)

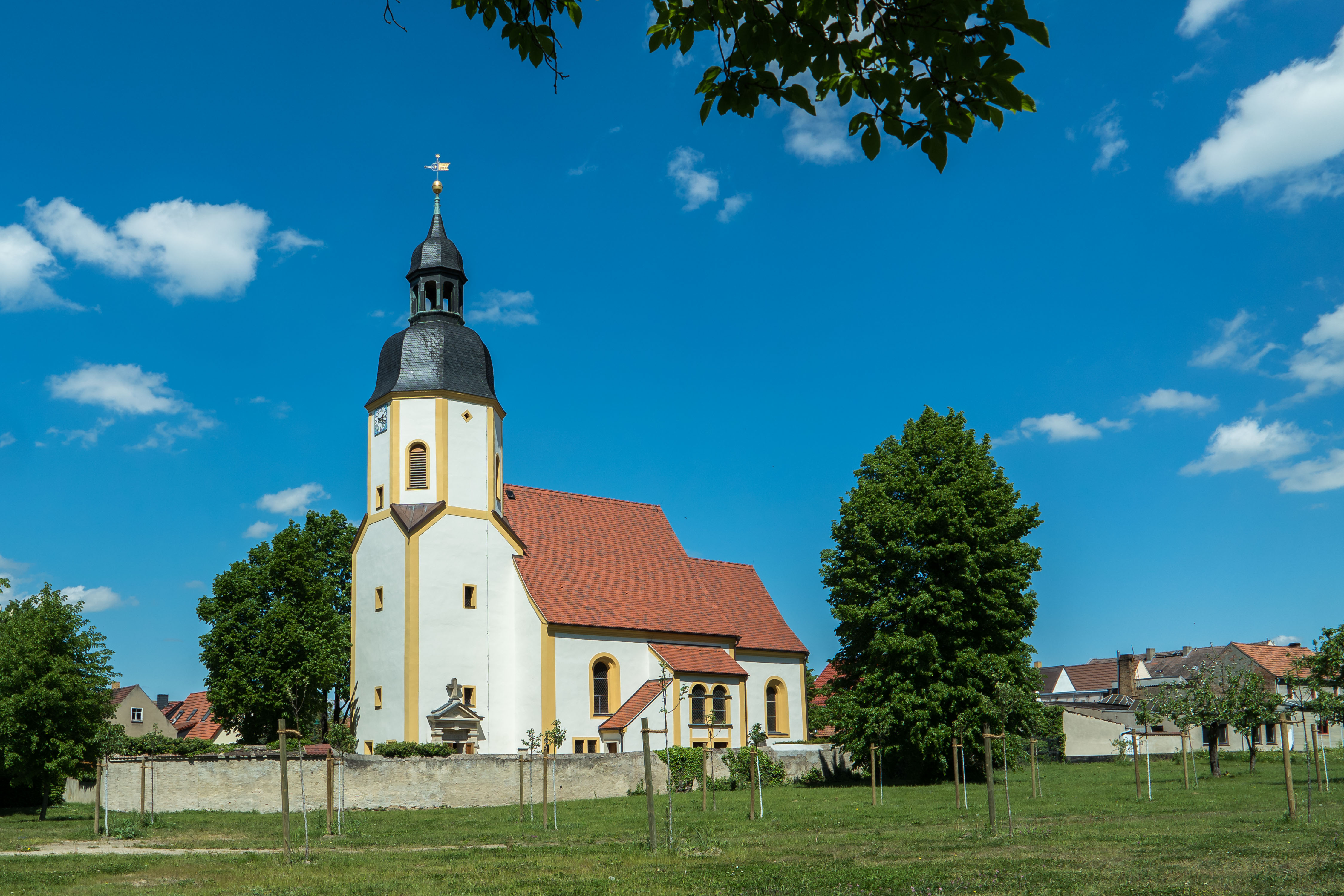
St.-Georgen-Kirche fotografiert vom Palais

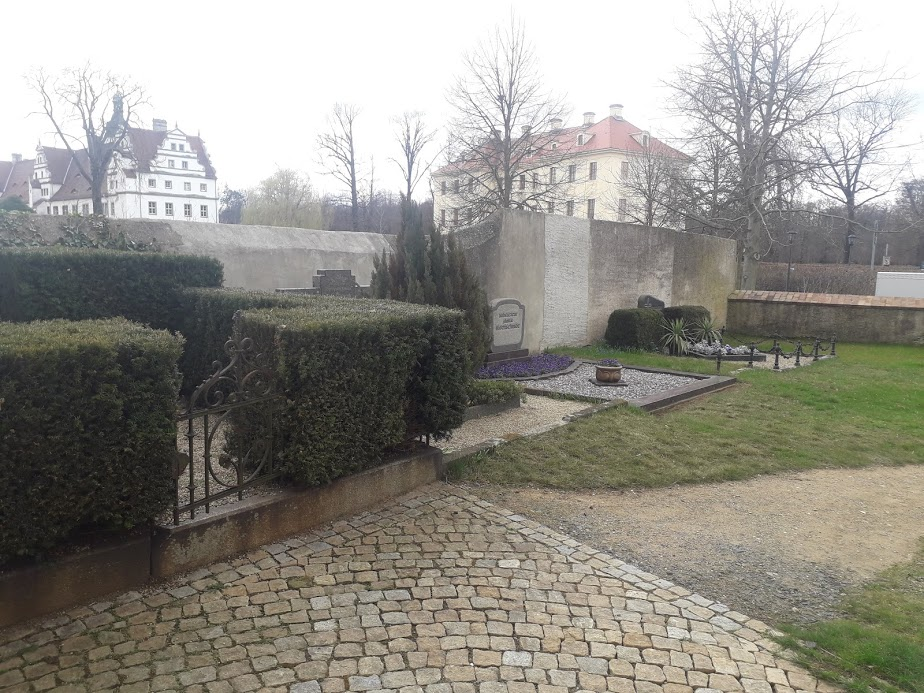
Kirchhof Zabeltitz, Blick Richtung Barockgarten

Die evangelisch-lutherische Kirche St. Georgen ist die Dorfkirche zu Zabeltitz. Sie wurde von 1580 bis 1581 im spätgotischen Stil erbaut und nach dem heiligen Georg benannt. Sie ist das Gotteshaus der Kirchgemeinde Zabeltitz und das älteste erhaltene Gebäude von Zabeltitz.

## Lage
Die Kirche befindet sich in Zabeltitz nordöstlich des Palais und westlich des Barockgartens. Sie hat die Hausnummer 13 an der Hauptstraße.

## Architektur

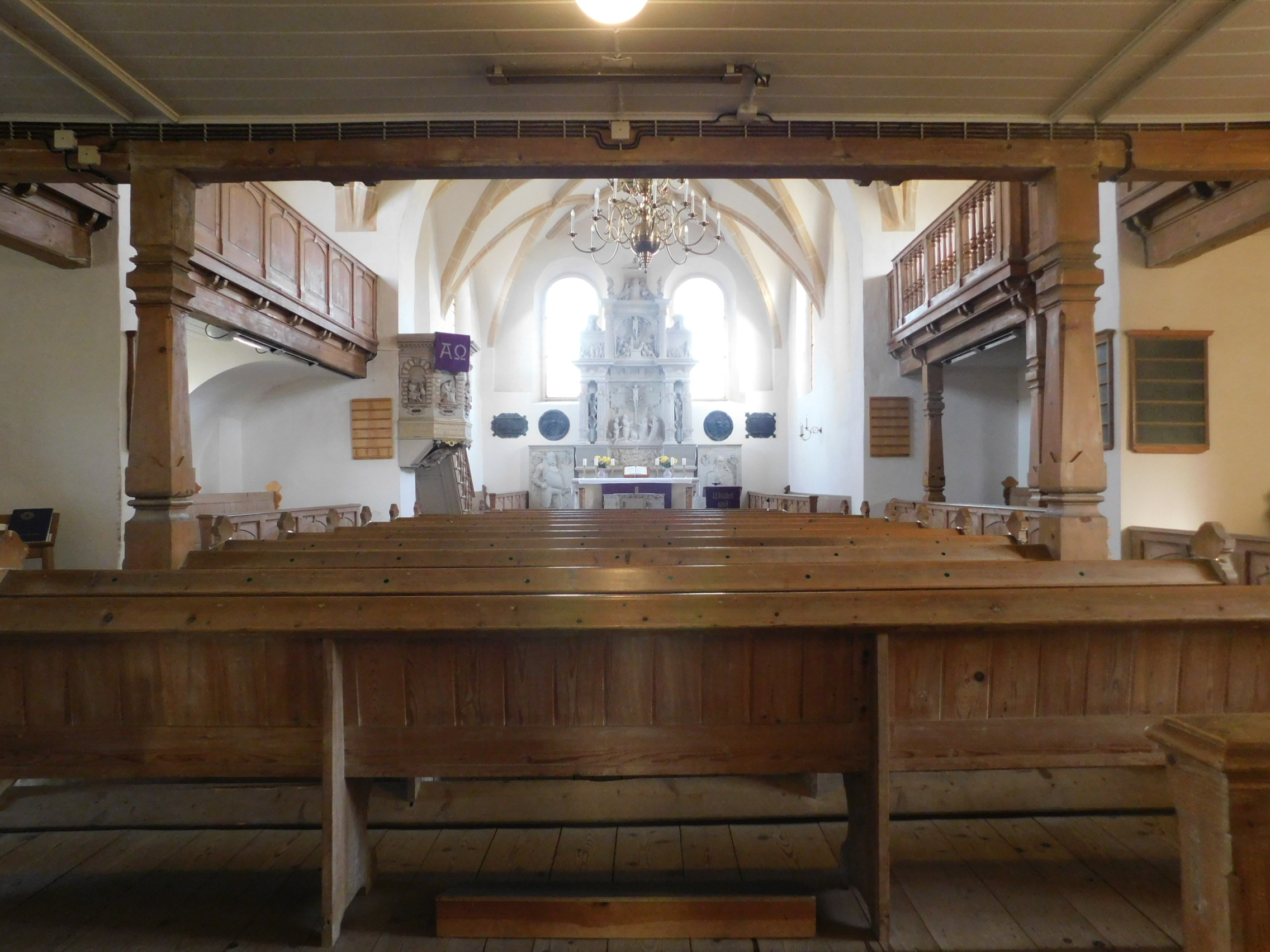
Blick vom Turmraum zum Altar; hinten rechts die herrschaftliche Betstube

Die Kirche besteht aus einem fast viereckigen Langhaus, einem viereckigen Chor an der Ostseite und einem Turm an der Westseite. Die Sakristei befindet sich in einem Anbau an der Nordostecke zwischen Langhaus und Schiff, die ehemals herrschaftliche Betstube in der östlichen Hälfte des südlichen Seitenschiffes.

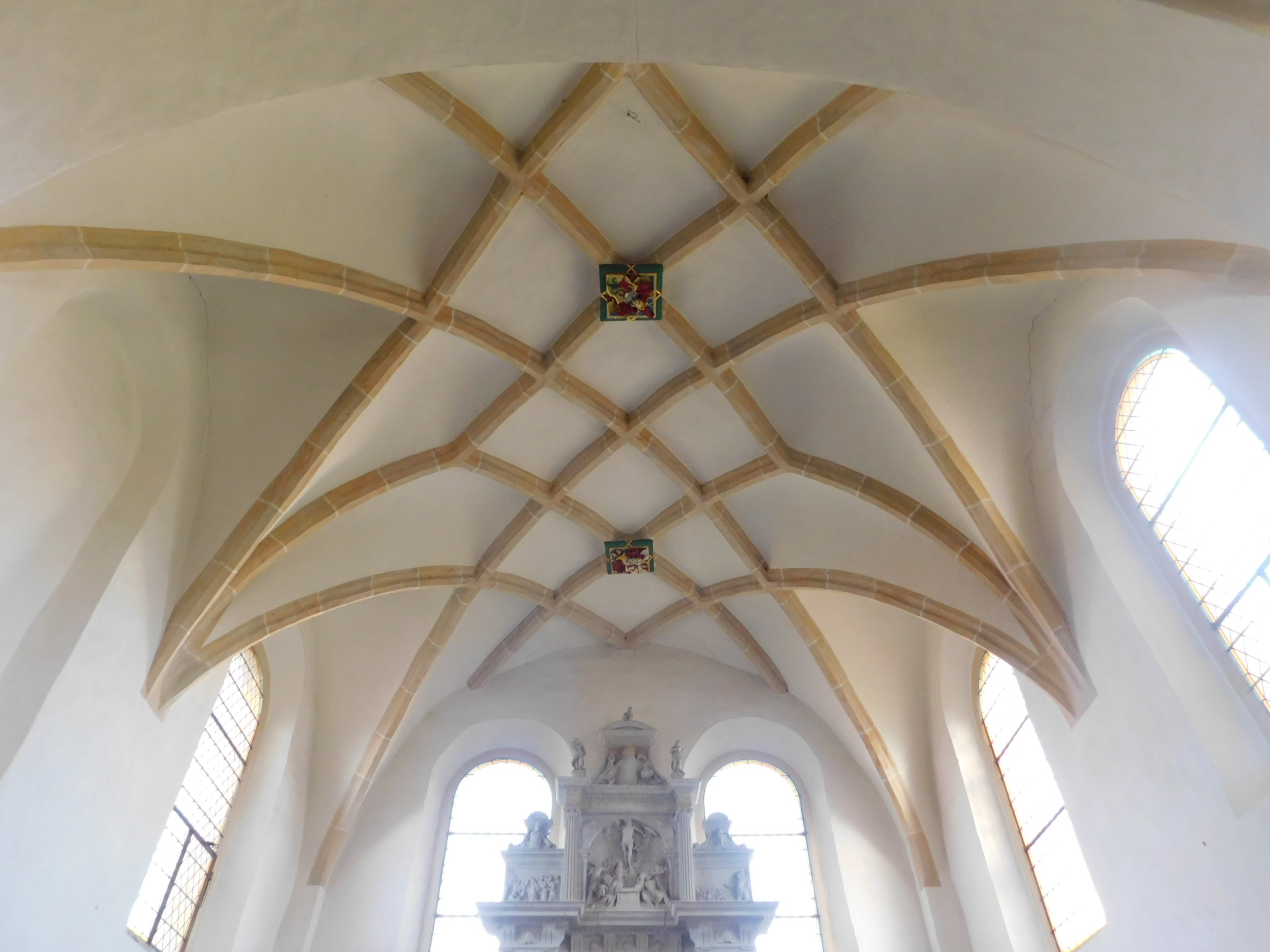
Schlusssteine mit den Wappen der Familien Pflugk und Schönberg

Das Langhaus ist in ein Hauptschiff und zwei Seitenschiffe geteilt. Auf den zwei Schlusssteinen im Gewölbe des Chores befinden sich die Wappen der Erbauerfamilien Pflugk und Schönberg.
Der Turm führt etwas unter der Firsthöhe des Langhauses von einem fast quadratischen Viereck in ein Achteck über. Darüber wird der Turm mit einer üblichen Haube und Laterne abgeschlossen.

## Geschichte
1412 wurde in einer Urkunde berichtet, dass Ritter Heinrich von Herstein mit seiner Gemahlin einer Kirche zu Zabeltitz einen Altar schenkt. Erst 1495 wurde jedoch eine hölzerne Kirche selbst urkundlich erwähnt. 1580 gab Nickel Pflugk den Bau der heutigen, nach dem heiligen Georg benannten, Kirche in Auftrag. 1581 wurde sie, aufgrund Nickels Tod am 4. Oktober 1580, unter seiner Frau Elisabeth, geborene von Schönberg, fertiggestellt und geweiht. 1585 entstanden die beiden Schlusssteine über dem Altar mit den beiden Wappen der Familien Pflugk und Schönberg.
Die Kirche ist heute das älteste erhalten gebliebene Bauwerk in Zabeltitz, da sie alle Kriege und den Großbrand von 1808 nahezu unbeschadet überstand. Die Erbauer der Kirche, Nickel und Elisabeth Pflugk, wurden zusammen mit weiteren sechs Angehörigen in der Kirche beigesetzt. Auch der für die Zabeltitzer Geschichte bedeutsame August Christoph Reichsgraf von Wackerbarth wurde 1734 in der Dorfkirche bestattet, jedoch ohne Grabmal. Die Gruft ist heute nicht mehr zugänglich. Der Kirchturm wurde 1735 von Grund auf erneuert, um rund zwei Meter erhöht und somit in die heutige Form gebracht. 1839 fand eine große Kirchenrestaurierung statt, bei der unter anderem das Epitaph Nickel Pflugks von der Nordwand abgebaut und an die Ostwand als Altar gesetzt wurde. Zum Reformationstag 1839 wurde die restaurierte Dorfkirche von Pfarrer Breyer eingeweiht.

## Ausstattung

### Altar
Altar von 1520
Der sich bis 1580 in der alten Kirche befindliche Georgsaltar befindet sich heute in der Kirche zu Görzig. Er entstand vermutlich um 1520. Als 1837 eine Scheidewand im Osten des Chores der Görziger Kirche eingebaut wurde, wurden die Reste des Altars in diese eingefügt. Der Schrein links zeigt den heiligen Georg im Kampf mit dem Drachen sowie den heiligen Christophorus und den heiligen Rochus. Die Flügel rechts daneben zeigen eine Heilige, deren Name nicht bekannt ist und den heiligen Sebastian. Bei diesem Umbau wurde eine Reliquie des heiligen Georgs im Altar entdeckt.
Altar von 1580

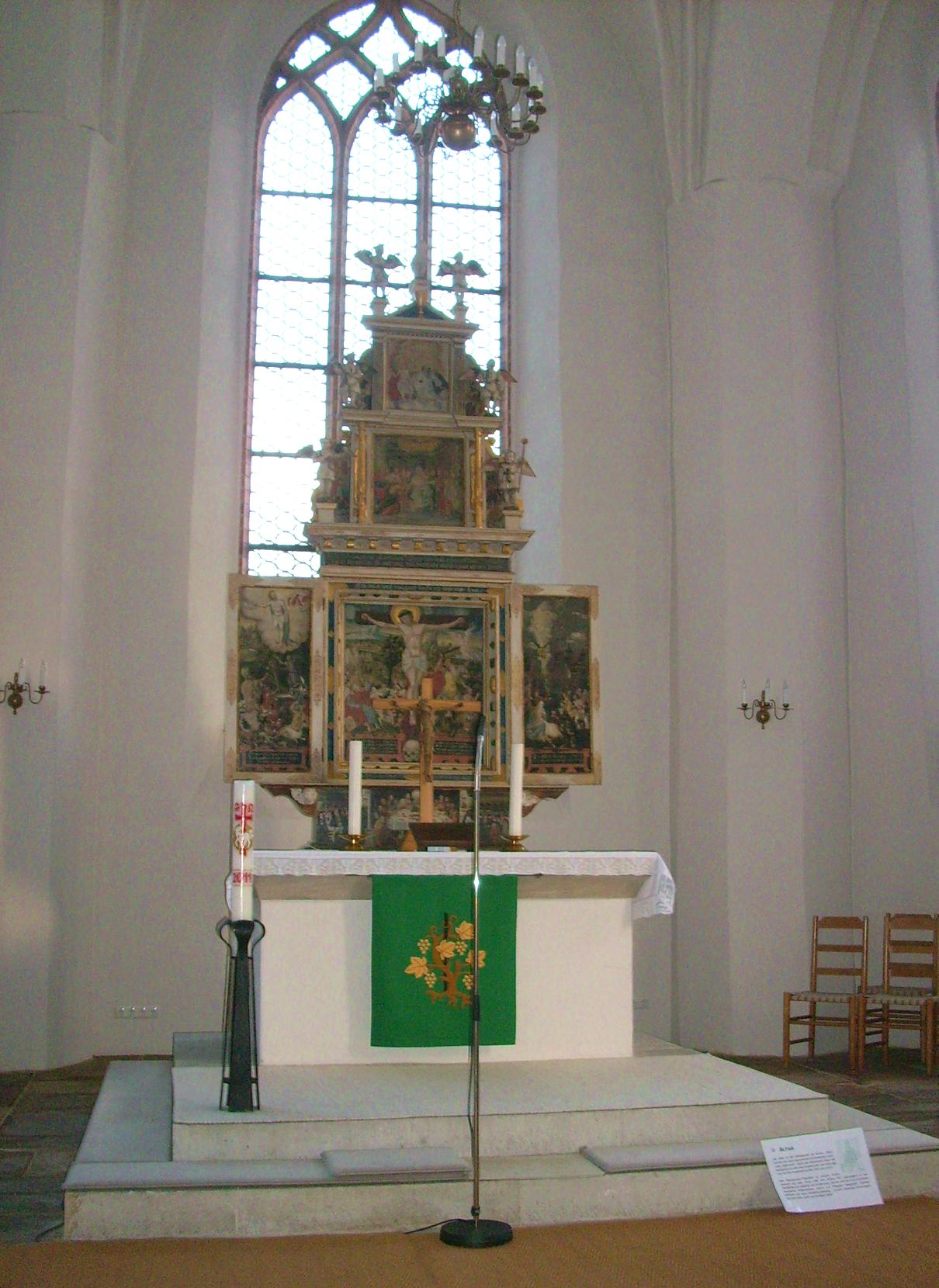
Altar von 1580 bis 1839

Der 1580 entstandene Holzaltar ist 110 cm breit und 350 cm hoch. Er zeigt in der Mitte de gekreuzigten Jesus, links neben ihm die Schlange, Moses und einen Priester, rechts die Opferung Isaaks. Im linken Flügel ist die Geburt Jesu zu sehen, im rechten seine Auferstehung. Die geschlossenen Flügel zeigen links Christus mit einem Lamm und rechts einen Apostel mit einem Buch. Im oberen Aufsatz sind 12 Apostel und Paulus oder 13 Apostel sowie  Maria zu sehen. Links und rechts davon befinden sich Kinderengel mit den Familienwappen der Erbauer. Das Bild ganz oben zeigt die Dreieinigkeit und wird auch seitlich von Kinderengeln umringt. Bis 1839 befand er sich in der Kirche zu Zabeltitz. Danach kam er als Hausaltar in das Zabeltitzer Palais und steht seit 1954 in der Johanneskirche zu Hoyerswerda.
Altar von 1839

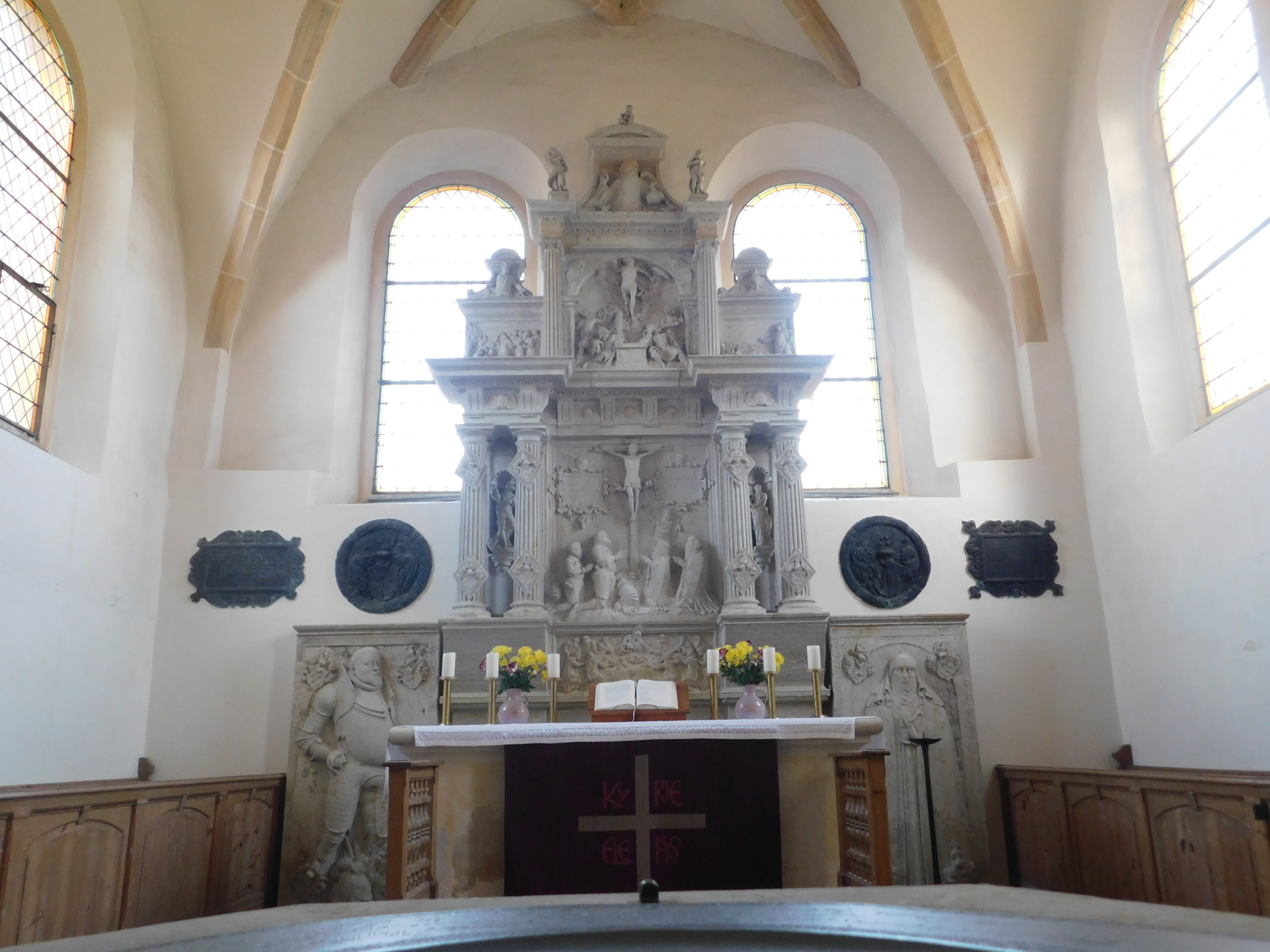
Heutiger Altar

Das Grabmal der Erbauer dient seit 1839 als Altar. Es wurde von Christoph Walther II. geschaffen, ist etwa 270 cm breit und aus Sandstein gefertigt. Die Predella zeigt Einsetzung des Heiligen Abendmahls. Links und rechts von ihr wurden Tafeln aufgestellt, die an die Erbauer erinnern. Über der Predella befindet sich ein Kruzifix, neben dem links Nickel Pflugk mit seinem Sohn Caspar und rechts Elisabeth Pflugk mit Anna Pflugk, der Frau Caspar Pflugks, knien. Hinter ihnen stehen Johannes der Täufer und zwei Bibelsprüche. Seitlich befinden sich je zwei Säulen, die mit mehreren Familienwappen verziert wurden. Darüber ist die Auferstehung Jesu zu sehen, die auch von zwei Säulen umfasst wird. Ganz oben ist wieder die Dreifaltigkeit Gottes zu sehen. Neben dem Altar stehen die Grabplatten der Erbauer der Kirche.

### Taufstein

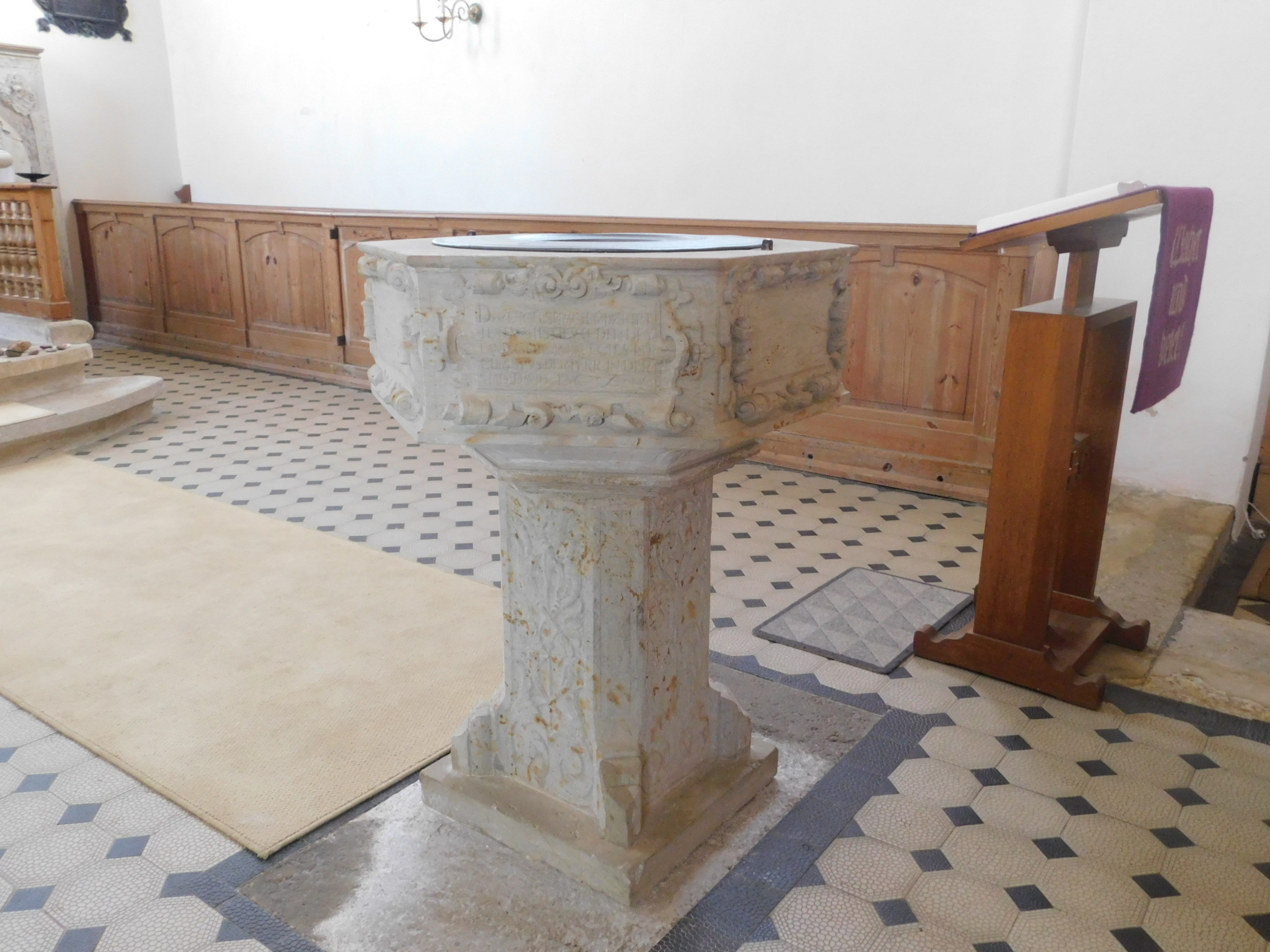
Taufstein in der Kirche zu Zabeltitz

Der Taufstein der Kirche wurde 1582 von Christoph Walther II. geschaffen. Er ist 109 cm hoch und ein 76 cm breiter sechseckiger Aufbau mit senkrechten Wandungen auf einem gefassten rechteckigen Fuß. Auf den Seiten sind zierliche Renaissance-Ornamente zu finden, auf einer Seite hat sich Christoph Walter II. mit seinem Meisterzeichen C.W. verewigt. Der sechseckige Aufbau wird von Tafeln umgeben, von denen jede zweite mit einem Bibelspruch versehen ist. 1736 erhielt der Taufstein ein Taufbecken aus Zinn. Nachdem dieses 1923 gestohlen wurde, wurde es ersetzt.

### Kanzel

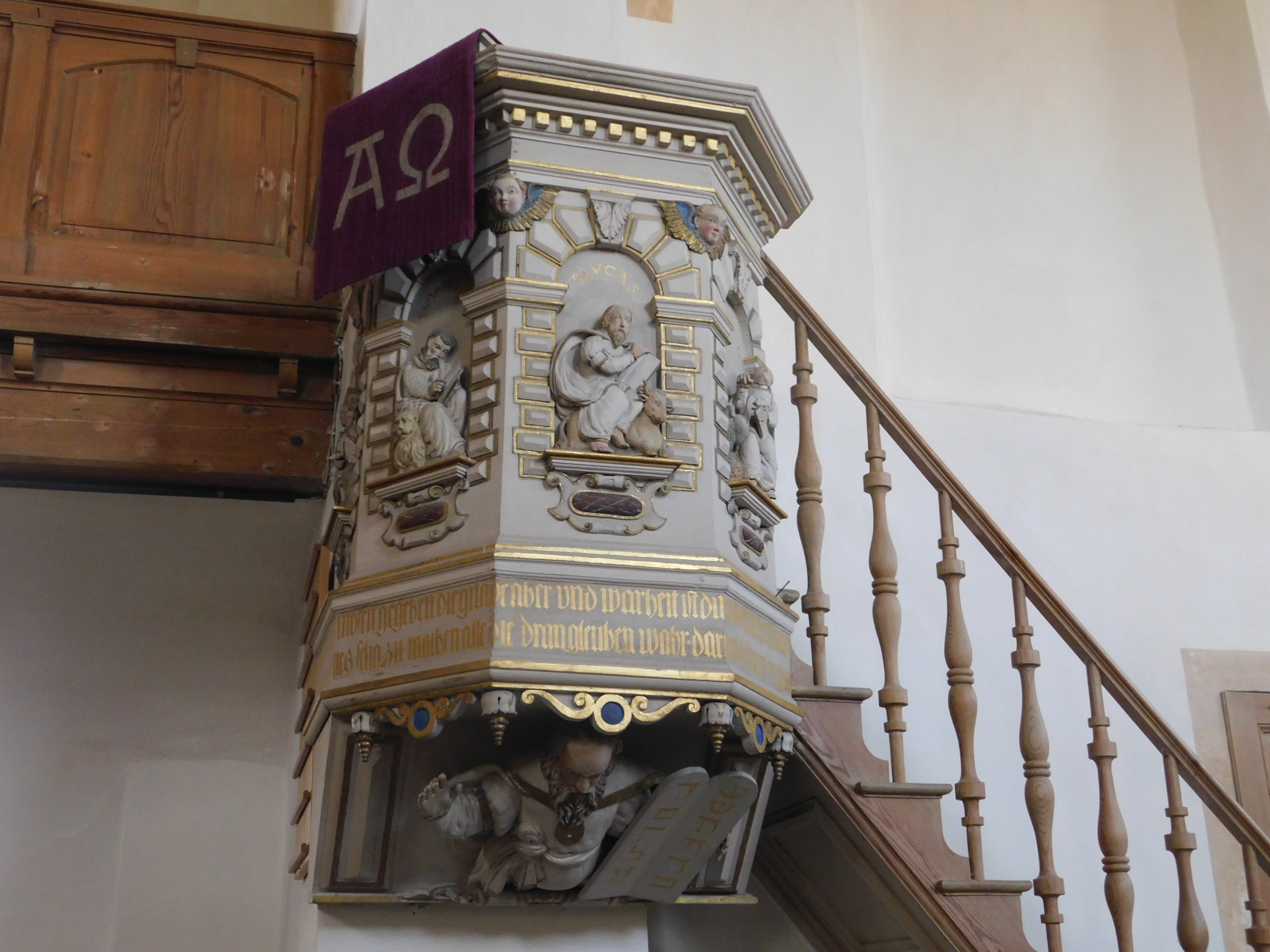
Kanzel der Kirche zu Zabeltitz

Die aus Holz geschnitzte Kanzel zeigt unten Mose als Vertreter des Alten Bundes, der in der linken Hand die Gesetzestafeln mit den Geboten hält. Darauf befinden sich jedoch elf statt zehn Gebote. Für das elfte Zeichen, das vermutlich einmalig ist, gibt es keine eindeutige Erklärung. Über diesem Unterbau sind die vier Evangelisten als Vertreter des Neuen Bundes mit ihren dazugehörigen Symbolen zu sehen. 1839 wurde der Schalldeckel über der Kanzel ersatzlos entfernt.

### Orgel

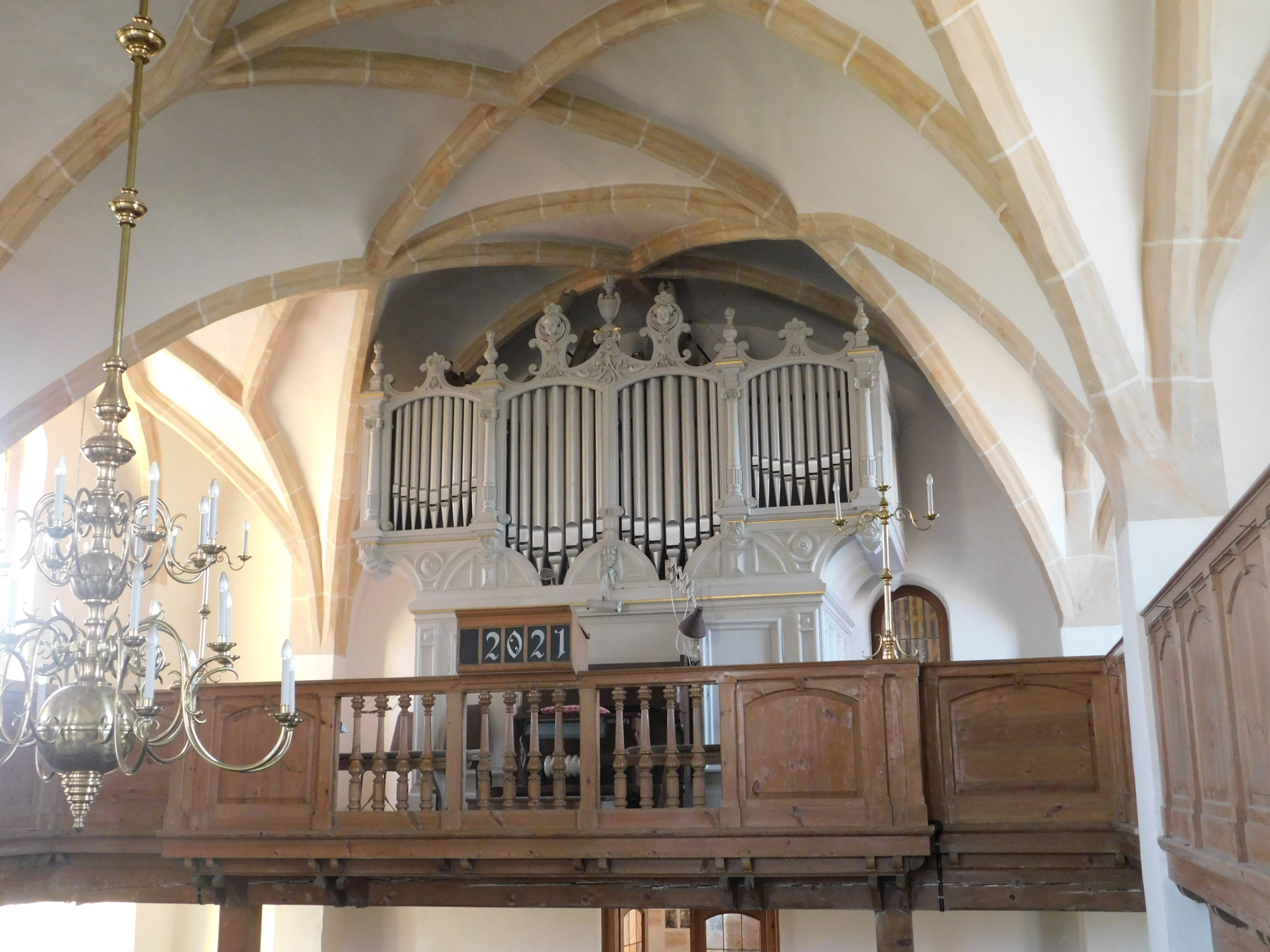
Orgel der Kirche zu Zabeltitz

Die Kirche erhielt 1693 und 1743 jeweils eine neue Orgel. Die heutige Orgel wurde 1898 von der Firma Kreuzbach aus Borna eingebaut. In den 1990er Jahren wurde sie generalüberholt.

### Glocken
Alte Glocken
1522 erhielt die alte Holzkirche eine neue große Glocke. Sie wurde auch in den Turm der neuen Kirche gehängt. Sie hatte einen unteren Durchmesser von 97 cm und war 77 cm hoch. Auf ihr stand der Spruch „Sit nomen Domini benedictvm ex hoc nvnc et vs 1522“. 1792 kamen noch eine mittlere und eine kleine Glocke dazu. Die mittlere Glocke hatte einen unteren Durchmesser von 73 cm und war 56 cm hoch. Auf ihr stand der Spruch „Anno 1792 goss mich August Sigismund Weinholdt in Dresden“. Die kleine Glocke hatte einen unteren Durchmesser von 56 cm und war 46 cm hoch. Sie hatte keine Inschrift. Am 17. Juni 1917 läuteten sie zum letzten Mal. Danach wurden die große und mittlere Glocke im Zuge des Ersten Weltkriegs beschlagnahmt. Die große Glocke musste zum Abtransport auf dem Turm zerschlagen werden. Nach Kriegsende wurden die Bruchstücke der großen Glocke und die mittlere Glocke auf dem Verladeplatz des Großenhainer Bahnhofs gefunden. Über ihren Verbleib gibt es jedoch keine Überlieferungen. Die kleine Glocke wurde verkauft, als die Kirche das jetzige Geläut erhielt.
Neue Glocken
Das jetzige Geläut, eine Arbeit des Bochumer Gußstahlvereins, umfasst drei Glocken mit den Tönen E, G und H. Sie haben ein Gewicht von 1165,5 kg, 682,5 kg und 442 kg und untere Durchmesser von 138,7 cm, 117,0 cm und 96,0 cm. Sie wurden am 12. Januar 1922 mit der Bahn zum Zabeltitzer Bahnhof und dann weiter mit Pferdegespannen zur Kirche transportiert. Auch die Görziger Kirche erhielt an diesem Tag ihre zwei neuen Glocken. Die Kosten aller fünf Glocken beliefen sich auf 24 475 Mark. Am 22. Januar 1922 fand schließlich die feierliche Glockenweihe statt.

### Kriegerdenkmäler

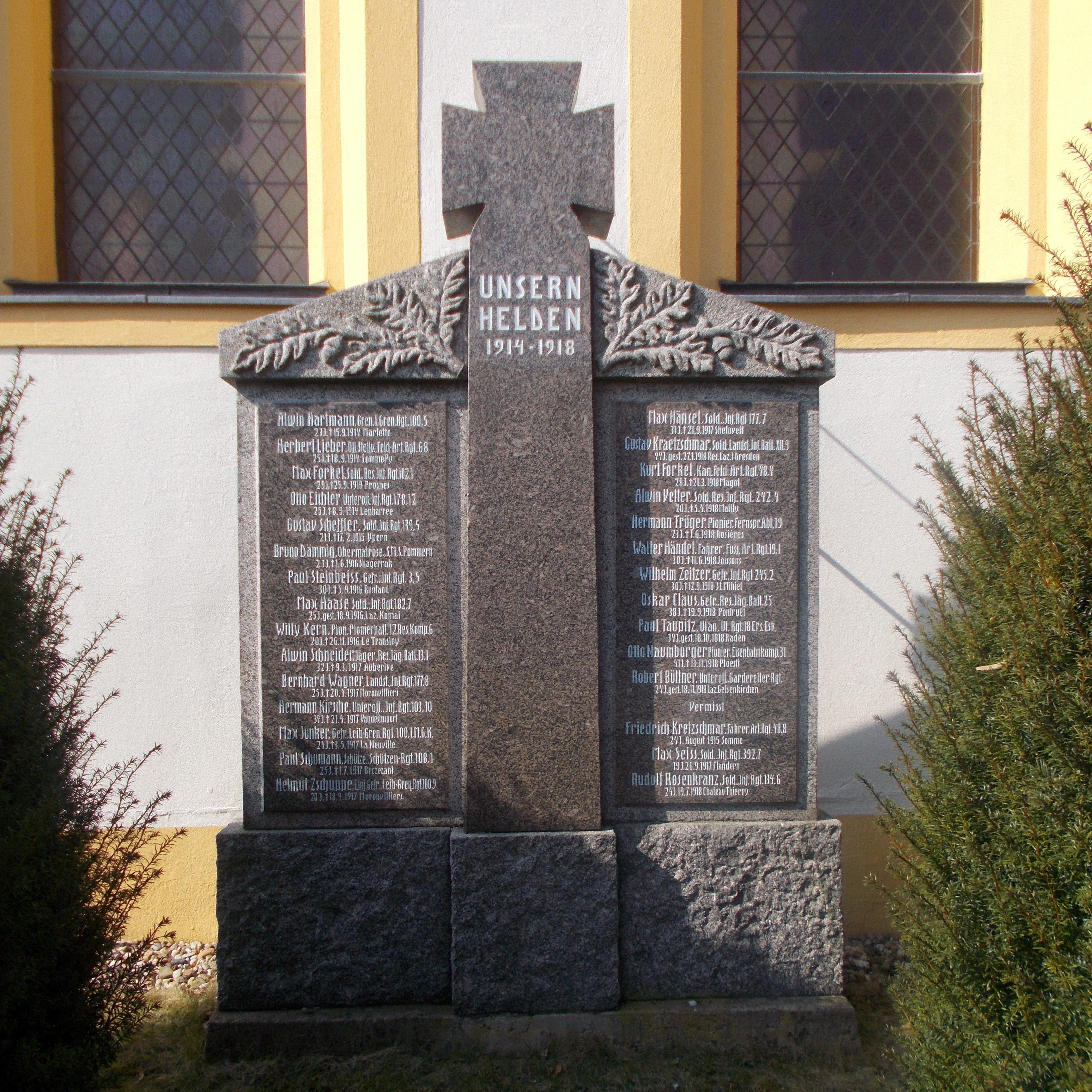
Denkmal 1. Weltkrieg an der Kirchenmauer

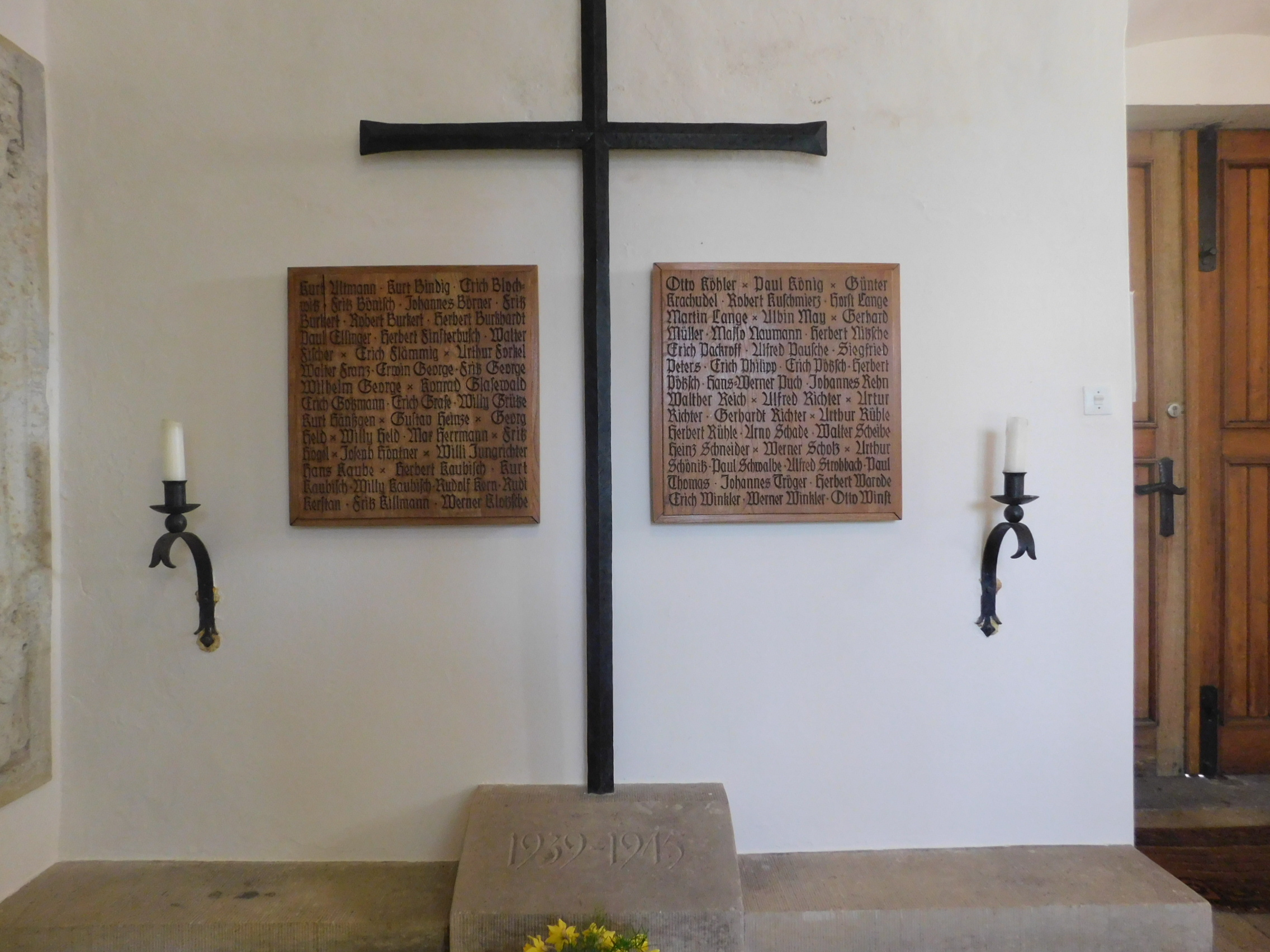
Denkmal 2. Weltkrieg im Turmraum

Außerhalb der Kirche steht das Zabeltitzer Kriegerdenkmal des Ersten Weltkriegs, im Turmraum das des Zweiten Weltkriegs.

### Außenausstattung

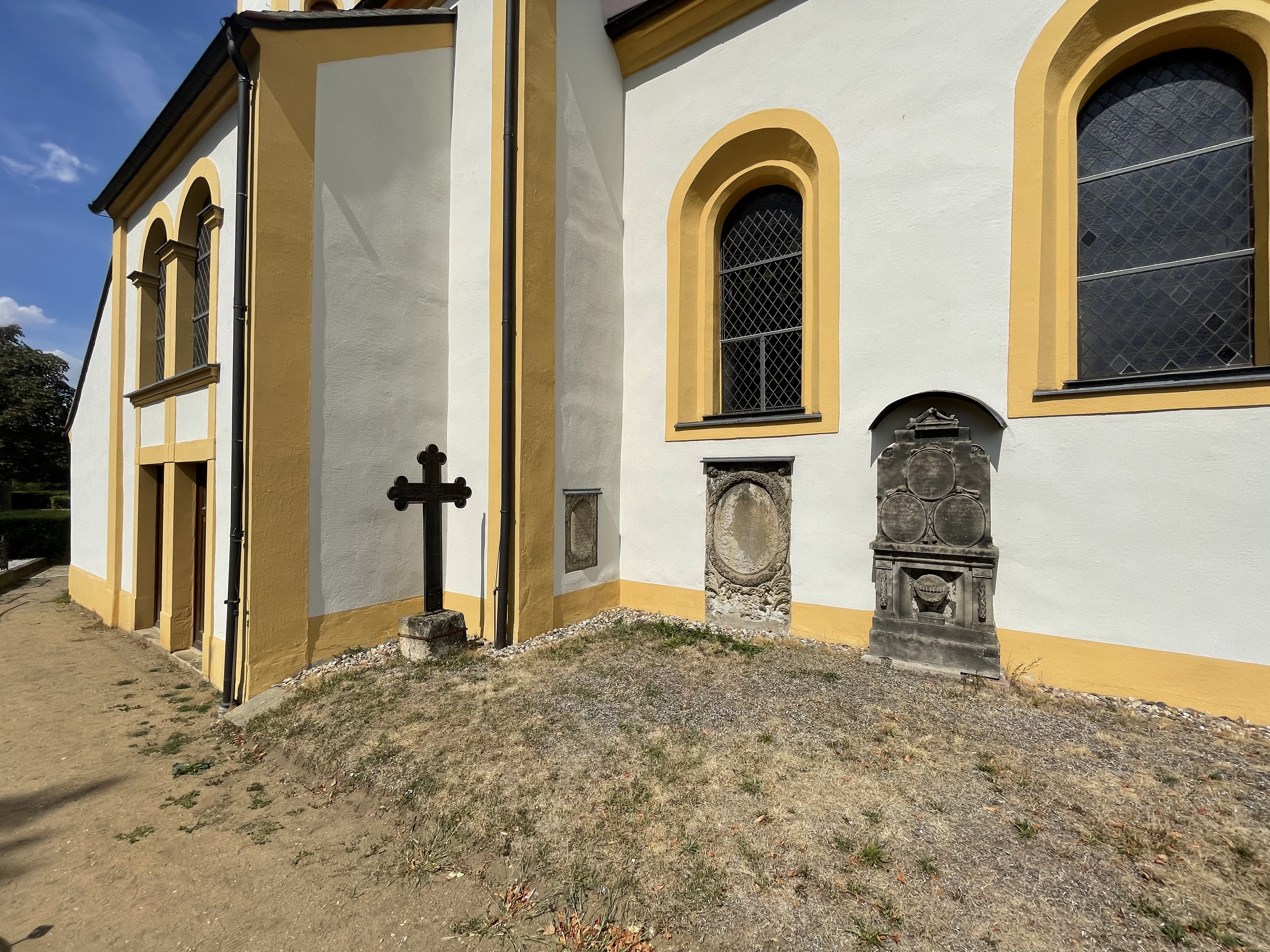
Südwand des Chores mit Epitaphen (links: Pfarrer Ludwig Traugott Beyer mit seiner Frau, zweites von links: Tochter des Verwalters Georg Heinrich Greiß, zweites von rechts: Pfarrer Martin Bucher, rechts: Diakon Johann Christian Georgi, Pfarrer Heinrich David Hildebrand und seine Frau Sophia Hildebrand)

Die Kirche wird von einigen Familien- und Pfarrersgräbern umringt. Das gesamte Grundstück wird von einer Mauer eingefriedet. An der Südwand des Chores sind außen vier allerdings schon stark verwitterte Epitaphen erhalten, einer davon von Martin Bucher, der zwischen 1644 und 1690 in Zabeltitz als Pfarrer wirkte.

### Gottesdienste
Gottesdienste finden unregelmäßig, jedoch meist einmal monatlich durch die evangelisch-lutherische Kirchgemeinde Großenhainer Land statt.